# Повстання Шейса
Повстання Шейса (англ. Shays's Rebellion) — збройний бунт у центральному та західному Массачусетсі (в основному в Спрингфілді) з 1786 по 1787 рік. Очолив повстання капітан Деніел Шейс (1747 — 29 вересня 1825), ветеран війни за незалежність США, етнічний ірландець. Повстанці вимагали скасування всіх боргів, рівного розподілу земель і майна, справедливого судочинства та прийняття податкових і законодавчих заходів.

## Передумови
Важке економічне становище після війни за незалежність викликало зростання невдоволення народу. Особливо гостра ситуація склалася в штатах Нової Англії, де було малопотужне фермерське господарство. Як і в період масових виступів напередодні війни за незалежність, незадоволені теперішнім станом фермери влаштовували зібрання, на яких приймалися петиції, котрі містили їхні скарги та вимоги. Жодна з цих петицій не була розглянута владою. Було прийнято рішення повстати. Ситуація загострилася до кінця вересня 1786 році, коли в Спрингфілді була призначена сесія Верховного суду штату зі стягнення боргів, а також для розгляду справ зі звинувачення в бунтівних діях керівників і учасників повстанського руху.

## Повстання
Повстання розпочалось 29 серпня 1786 року й тривало до червня 1787 року; більше тисячі повстанців були заарештовані. 3 лютого загони міліції, залучені в придушенні повстання як тимчасова армія, відбили напад бунтівників на Спрингфілдський арсенал. Повстання Шейса змусило уряд переглянути Статті Конфедерації. Шейс був засуджений до смертної кари, але потім його помилували.
Один з основних підсумків повстання Шейса полягав у тому, що представники панівних класів дійшли до висновку про необхідність терміново переглянути систему влади, щоб зміцнити та централізувати її.